# Distrito de Canchayllo

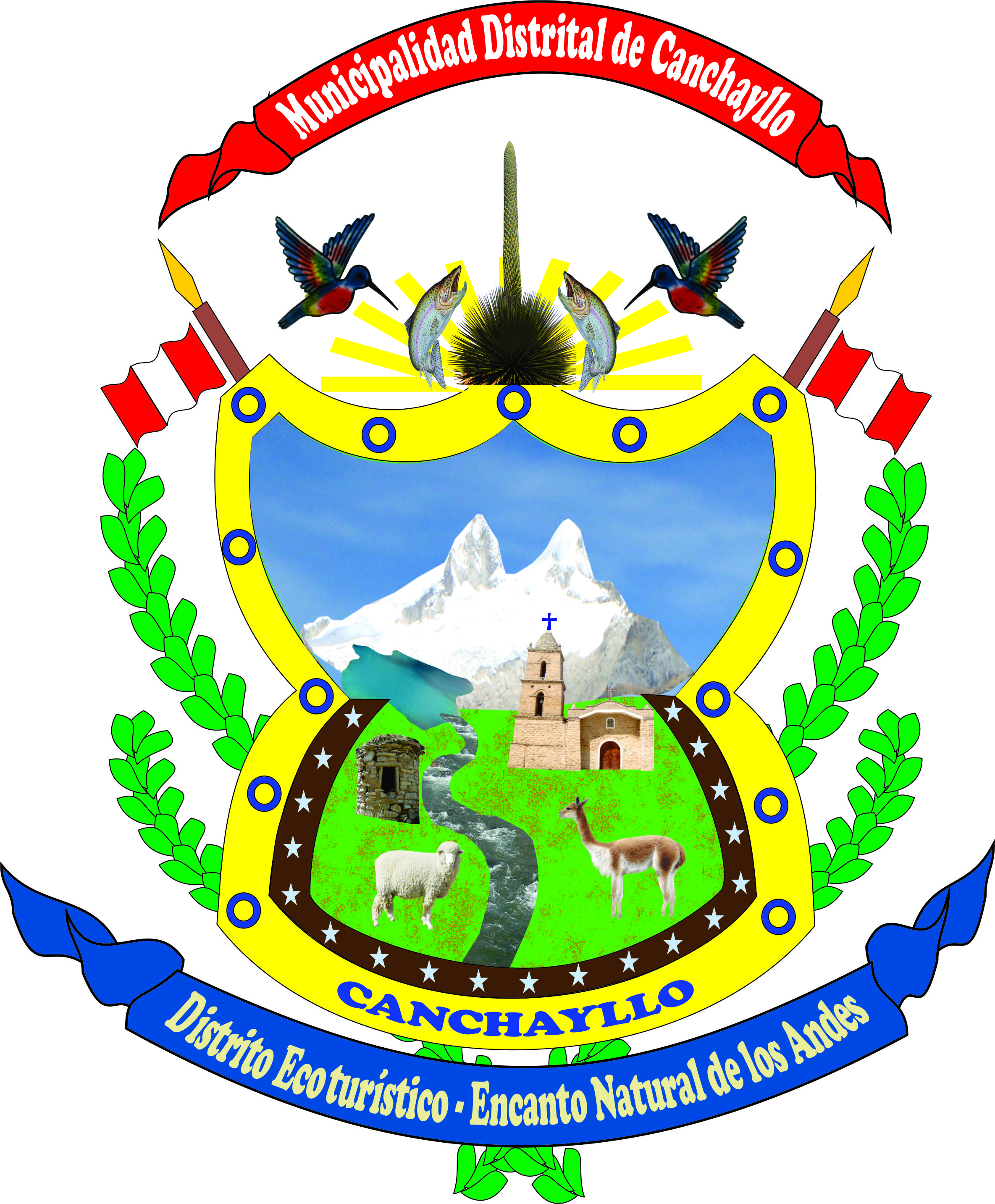
Escudo del Distrito de Canchjayllo

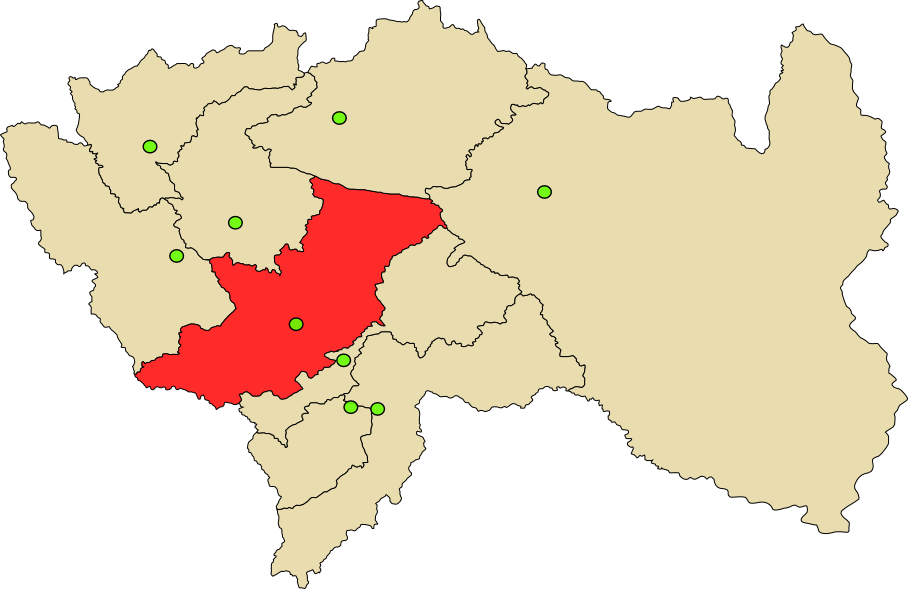
Provincia de Jauja en el Departamento de Junín

El Distrito de Canchayllo es uno de los treinta y cuatro distritos de la Provincia de Jauja, ubicada en el Departamento de Junín, bajo la administración de Gobierno Regional de Junín, en el Perú.
Dentro de la división eclesiástica de la Iglesia Católica del Perú, pertenece a la Vicaría IV de la Arquidiócesis de Huancayo

## Historia
El distrito fue creado mediante Ley del 15 de octubre de 1954, en el gobierno del Presidente Manuel A. Odría.

## Geografía
La superficie del distrito de Canchayllo es 974,69 km² y se encuentra a 3 609 m s. n. m. Se encuentra en la región natural llamada Suni (3500 a 4000 m s. n. m.), nombre que le puso el geógrafo Javier Pulgar Vidal, el distrito de Canchayllo también comprende los territorios de Puna (4000 a los 4800 m.s.n.m.) y Janca o Cordillera (4800 a los 5,720 m s. n. m.).  
+

## Capital
Su capital es el pueblo de Canchayllo

## Autoridades

### Municipales
- 2019 - 2022
  - Alcalde: Saúl Percy Morales Aquino, Partido Político Fuerza Popular (FP)
  - Regidores: RUBEN OSCAR VELASQUEZ DAMIAN (FP), JORGE ANTONIO ROSALES SORIANO (FP), GIULIANA GUISELLA ARIAS PACAHUALA (FP), JOSEP MAYKELIN MACHACUAY CARHUAMANTA (FP), RAUL LUIS  QUIÑONES FERNANDEZ (Unión por el Perú)

- 2015 - 2018[2]
  - Alcalde:  Raúl Ricardo Zavala Rojas, Partido Democrático Somos Perú (SP).
  - Regidores:  Juan Jesús Recuay Torres (SP), Joe Michael Reyna Egoavil (SP), Rosa Teodora Ambrosio Huanuco (SP), Deniss Sarela Machacuay Carhuamanta (SP), Héctor Dionisio Cochachi (Bloque Popular Junín).
- 2011-2014[3]
  - Alcalde: Pablo Pedro Arias Atanacio, Movimiento independiente Fuerza Constructora (FC).[4]
  - Regidores: Williams Alberto Cámac Sandoval (FC), Pascual Bruno Tapia Palomino (FC), Marisol Susana Carhuamanta Huamán (FC), María Carmen Chihuán Cuadrado (FC), Jesús Juan Rivas López (Bloque Popular Junín)
- 2007-2010
  - Alcalde: Raúl Ricardo Zavala Rojas.

### Policiales
- Comisaría de Pachacayo
  - Comisario: Tnte PNP Williams CENTENO CASANA

### Religiosas
- Arquidiócesis de Huancayo[5]
  - Arzobispo de Huancayo: Mons. Pedro Barreto Jimeno, SJ.
  - Vicario episcopal: Pbro. Hermann Josef Wendling SS.CC.
- Parroquia[6]
  - Párroco: Pbro.  .

## Educación

### Instituciones educativas
- Institución Educativa "Ciro Alegría"
- Institución Educativa N.º 30419 "Fidel Misari Moreno"
- Institución Educativa N.º 30001-10 "Maximo Gamarra Rojas"
- Institución Educativa N.º 30839 "San Juan"
- Institución Educativa N.º 352 "Antonio Raymondi"

## Festividades[7]
- Febrero: Fiesta de Carnavales
- Marzo/abril: Semana Santa.
- Mayo: Fiesta de las cruces (1 al 5 de mayo)
- Julio: Feria Ganadera y Agropecuaria (28 y 29)
- Octubre: Fiesta Patronal y Aniversario del Distrito de Canchayllo (15, 16 y 17)
- Octubre: Procesión del Sr. de Los Milagros. (28)
- Noviembre: Día de todos los Santos y Difuntos (1 y 2)
- Diciembre: Fiesta tradicional del Niño Jesús con la Danza costumbrista del Corcovado (25, 26 y 27)